# Jean-Eric Paquet

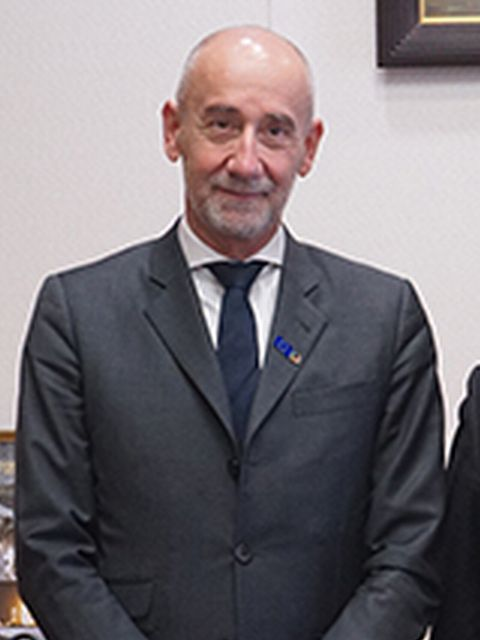
Jean-Eric Paquet

Jean-Eric Paquet (* vor 1993) ist ein französischer EU-Beamter. Von 2018 bis 2022 war er Generaldirektor der Generaldirektion Forschung und Innovation der Europäischen Union.
Jean-Eric Paquet studierte Germanistik mit Masterabschluss an der Universität Straßburg sowie Europäische Verwaltung am Europa-Kolleg in Brügge und Internationale und Öffentliche Angelegenheiten wiederum in Straßburg.
Ab 1993 durchlief er eine Karriere im Dienst der Europäischen Kommission. Dabei war er von 2004 bis 2007 Botschafter der EU in Mauretanien. Von 2011 bis 2015 leitete er als Direktor verschiedene Abteilungen in den Generaldirektionen mit Zuständigkeit für Verkehr und für Erweiterung. Anschließend war er bis März 2018 Stellvertretender Generalsekretär im Generalsekretariat. Ab März 2018 war er schließlich Generaldirektor der Generaldirektion Forschung und Innovation der Europäischen Union. Seit 2022 ist er Leiter der EU-Delegation in Japan.